# Handzeis

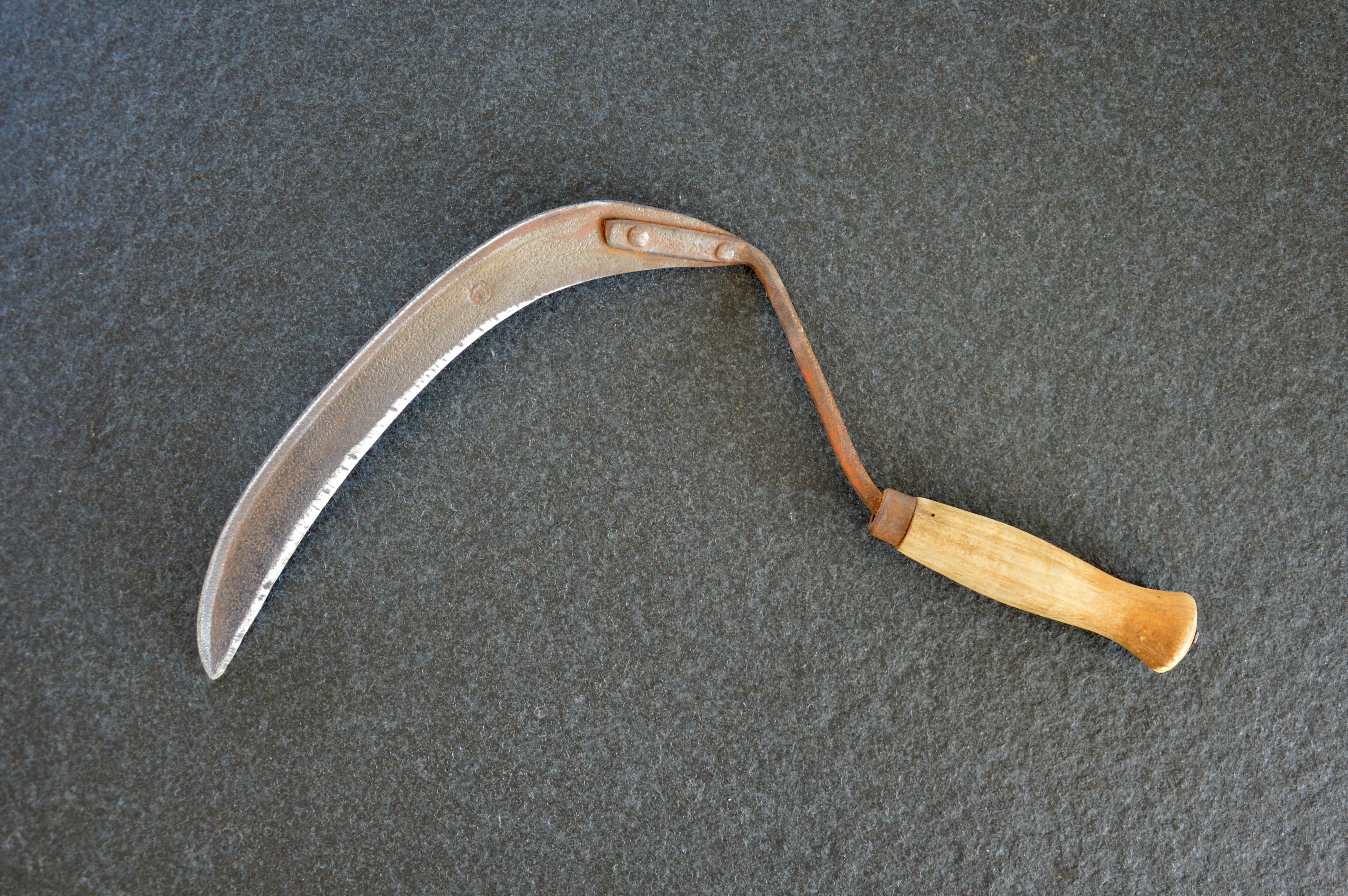
Een handzeisje

Een handzeis of zeissikkel is een kleine zeis om lange grassen of graan te maaien. Terwijl een gewone zeis een lange steel met twee handvatten heeft en een zicht een vrij korte steel met één handvat (samen 'werft' genoemd), wordt de handzeis vastgehouden met één hand aan de korte steel, zoals bij een sikkel. Het verschil met een sikkel is het mes: een sikkel heeft een halvemaanvormig mes, een handzeis een wat kleinere versie van een traditioneel zeisblad.